# Ана Ивић
Ана Ивић (Београд, 1977) српска је сликарка.

## Биографија
Ана Ивић је рођена 1977. године у Александровцу. Завршила је Гимназију у Крушевцу и Факултет ликовних уметности у Београду. Излаже на групним изложбама од 2000. године, а самостално од 2008. године. До сада је имала преко 30 групних и дванаест самосталних изложби. Члан је УЛУВ-а од 2008, а УЛУС-а од 2009. године.
Добитник је две награде за цртеж – Другог бијенала цртежа Србије (Панчево, 2009) и Галерије 107 (Београд, 2010). Живи у Београду и Баваништу.